# Jean-Baptiste Duvergier
Jean-Baptiste Marie Duvergier, né le 25 août 1792 à Bordeaux et mort le 1er novembre 1877 dans la même ville, est un avocat, juriste et homme politique français.

## Biographie
Dans sa jeunesse il est l'un des premiers disciples de Saint-Simon. Il est l'un des fondateurs du journal Le producteur.
Il est l'auteur de plusieurs ouvrages, certains écrits en collaboration.
Il est bâtonnier de l'ordre des avocats de Paris en 1846.
À la fin du Second Empire, il est ministre de la Justice et des Cultes dans le Gouvernement Louis-Napoléon Bonaparte (4) (17 juillet 1869 -2 janvier 1870) et est élu sénateur le 2 janvier 1870 (jusqu'à la proclamation de la République le 4 septembre).

## Quelques cas juridiques
- Lebeuf & Milliet Cie contre Bapterosses
- Consultation pour la maison de la Tour d'Auvergne Lauragais

## Publications
- Le Droit civil français, suivant l'ordre du code civil, en collaboration avec Charles Bonaventure Marie Toullier
- Collection des constitutions, chartes et lois fondamentales des peuples de l'Europe et des deux Amériques, Paris, Béché aîné, 1823, en collaboration avec Pierre-Armand Dufau
- Collection complète des lois, décrets, ordonnances, règlements, et avis du conseil-d'état pour la période depuis 1788 jusques et y compris 1824, Paris, A. Guyot et scribe, 1824 consultable dans Gallica

### Sources
- « Jean-Baptiste Duvergier », dans Adolphe Robert et Gaston Cougny, Dictionnaire des parlementaires français, Edgar Bourloton, 1889-1891 [détail de l’édition]
- Notice sur le site des Sénateurs du Second Empire